# Tapio Sipilä
Tapio Olavi Sipilä, ps. Tapsa (ur. 26 listopada 1958 w Kiiminki) – fiński zapaśnik.

## Kariera
W 1980 zdobył brązowy medal mistrzostw Europy w wadze lekkiej, a także wystartował na igrzyskach olimpijskich, na których odpadł w drugiej rundzie zawodów w tej samej kategorii. W 1981 został wicemistrzem świata oraz brązowym medalistą mistrzostw Europy w wadze lekkiej. W 1983 został mistrzem świata i brązowym medalistą mistrzostw Europy w tej samej wadze. W 1984 wywalczył srebrny medal olimpijski w wadze lekkiej. W 1986 zdobył srebrny medal mistrzostw świata, a w 1987 brązowy medal mistrzostw Europy.
Mistrz Finlandii z 1976, 1980, 1982, 1983 i 1986, wicemistrz z 1978, 1979, 1981 i 1988 oraz brązowy medalista mistrzostw kraju z 1984, 1985 i 1987. Mistrz krajów nordyckich z 1979, 1981 i 1984, wicemistrz z 1978, 1980, 1983, 1986 i 1987 oraz brązowy medalista z 1976. Od początku kariery w 1965 roku reprezentował klub Muhoksen Voitto.

## Losy po zakończeniu kariery
W 2004 założył restaurację. W październiku 2010 budynek spłonął, jednakże w sierpniu 2011 restauracja została ponownie otwarta. W 2012 przekazał działalność swojemu synowi. Otworzył również szkołę zapaśniczą, której jest prezesem. Z zawodu był strażakiem.

## Życie osobiste
Syn Mattiego i Taimi. W 1957 poślubił pielęgniarkę Liisi, z którą ma synów Janiego i Tomiego.